# 省体育館駅 (西安市)
省体育館駅（しょうたいいくかんえき）は中華人民共和国陝西省西安市雁塔区に位置する西安地下鉄6号線及び8号線の駅である。

## 歴史
- 2020年12月28日：6号線の駅として開業[1]。
- 2024年12月26日：8号線の開業により、乗り換え駅となる[2]。

## 隣の駅
西安地下鉄
■6号線
丈八一路駅 - 沙河駅 - 木塔寺駅
■8号線
木塔寺西駅 - 沙河駅 - 山門口駅